# Flødekage
Flødekagen er en gammel klassiker inden for kager, som kan købes hos stort set alle bagere og konditorer. Kagen har sin oprindelse i 1900-tallet og har været populær hos den brede befolkning lige siden.
Flødekagen består typisk af en bund, fyld og pynt. Oftest en marcipan-, kikse- eller mørdejsbund, som fyldes med flødeskum og evt. kagecreme (konditorcreme) og derefter toppes med frugter, marcipan eller chokolade. 
Der findes mange forskellige variationer af flødekagen. De mest udbredte i Danmark er medaljen, napoleonskagen, kartoffelkagen, gåsebrystet og othellokagen.